# Frasera neglecta
Frasera neglecta är en gentianaväxtart som beskrevs av Harvey Monroe Hall. Frasera neglecta ingår i släktet Frasera och familjen gentianaväxter. Inga underarter finns listade i Catalogue of Life.